# Interpedia
Interpedia est le nom donné en 1993 à la première proposition d'encyclopédie collaborative par internet qui permettrait à tout un chacun d'apporter sa contribution, en écrivant des articles et en les ajoutant à un catalogue central de pages.

## Message fondateur
Interpedia a été proposée par Rick Gates dans un message du 22 octobre 1993 posté sur le groupe usenet alt.internet.services :
The more I thought about this, the more I realized that such a resource, containing general, encyclopedic knowledge for the layman, would be an important tool for some types of research, and for the Net.Citizenry in general.
Ahh... but what about contributors... where will you find authors to write the short articles you need? Well, I'd first have to start out by finding some way of communicating with an extremely diverse set of people... everyone from linguists, to molecular biologists, from animal rights activists to zymurgists, and from geographers to gas chromotographers. Guess what? :-) The Net provides just such an arena! So I thought about it some more...
... and came to the conclusion that this is a good idea!
Traduction :

« Plus je pensais à cela, plus je prenais conscience qu'une telle ressource, contenant des connaissances générales,  encyclopédiques, pour le profane, serait un outil important pour certains types de recherche et pour la Citoyenneté.Net en général.
 Ahh.. mais qu'en est-il des contributeurs... où trouver des auteurs pour écrire les articles courts  dont vous avez besoin? Eh bien, je devrais commencer par trouver une voie de communication avec un ensemble extrêmement varié de gens... - tous, des linguistes aux biologistes moléculaires, des défenseurs des droits des animaux aux zymologistes et des géographes aux chromatographes en phase gazeuse. Devinez quoi ? :-) , Internet fournit justement un tel cadre. Donc j'y ai pensé un peu plus...
 ... et j'en suis arrivé à la conclusion que c'était une bonne idée ! »

## Créateur du mot
Le mot Interpedia a été proposé par R. L. Samuell, un des participants de ces toutes premières discussions sur ce sujet.

## Modalités de fonctionnement
La discussion a initialement pris place sur une liste de diffusion très fréquentée. Dès novembre 1993, le groupe usenet comp.infosystems.interpedia était créé.
Les participants discutèrent pour savoir si les pages devaient être écrites en texte brut, en HTML ou si tous les formats devaient être acceptés (par exemple, comme dans le cas du protocole Gopher). Un autre point débattu fut de savoir si les ressources externes à Internet, et qui n'avaient pas été spécialement rédigées pouvaient devenir une part intégrante du projet en les incluant dans le catalogue.
Au travers de ces échanges, les participants tentent de définir une politique éditoriale compatible avec les conditions technologiques de l’époque, ce alors que le web n’est pas encore largement adopté. La question de l’organisation de l'information de l’encyclopédie donne lieu à diverses propositions. Certains préconisent l’utilisation de classifications de bibliothèques comme système de classement des articles alors que d’autres envisagent le recours à l’hypertexte dans le but de rendre la navigation plus aisée. La possibilité d’intégrer l’édition de la Britannica de 1911 tombée dans le domaine public comme point de départ d’Interpedia est également examinée. 
Le modèle éditorial à adopter fait également l’objet d’une réflexion collective. Comment garantir le contrôle de la qualité de l’information produite dans un système éditorial fondé sur l’ouverture à des rédacteurs dont l’expertise n’est pas garantie ? La solution envisagée consiste en la mise en place d’un système d’évaluation a posteriori. Des participants sont appelés à jouer le rôle d’éditeurs chargés d’apposer un « sceau d’approbation » sur les articles afin de renseigner le lecteur sur leur qualité. Parallèlement, les participants aux échanges se demandent si l’encyclopédie devra-t-elle être une simple compilation de documents déjà publiés en ligne ou se composer d’articles originaux rédigés par des contributeurs ? Doug Wilson, qui s’est imposé comme l’un des leaders du projet, plaide pour une solution intermédiaire. Selon lui, beaucoup d’internautes souhaiteraient écrire de nouveaux articles, rectifier les erreurs et les mettre à jour, les documents accessibles en ligne servant seulement de point d’appui, ce qui d’une certaine manière préfigure Wikipédia. Néanmoins, le principe même d’une co-écriture des articles n’est pas envisagé, faute d’outil technique adéquat.

## Développement du projet
Interpedia a donné lieu à des réalisations informatiques - mise au point de serveurs et clients spécifiques - et documentaires qui ont impliqué 400 participants environ. Une cinquantaine d’articles auraient été créés mais n’ont jamais été publiés. Le projet a ensuite disparu, englouti lors de la croissance explosive du World Wide Web.

## Sources
- (en) Pages de questions fréquentes à propos d'Interpedia (février 1994)